# Liga 3 2023/24 (afdeling Molukken)
Het seizoen 2023/24 van het Moluks afdelingskampioenschap van de Indonesische Liga 3 was het zesde seizoen in het bestaan van deze regionale voetbaldivisie. De voetbalcompetitie, georganiseerd door de PSSI, is het derde voetbalniveau van Indonesië en het hoogste provinciaals niveau van de Molukken. 
Aan de competitie nemen 4 clubs deel. Maluku FC won de competitie voor een derde jaar op rij. De wedstrijden werden gespeeld in het kalenderjaar 2023, maar de competitie is een onderdeel van het seizoen 2023/24 van de Liga 3.
Voor het landelijke hoofdtoernooi van de Liga 3, zag de Molukse afdelingskampioen af van deelname. De vice-kampioen PS Pelauw Putra nam wel deel, maar werd in de eerste groepsfase uitgeschakeld na 3 verloren wedstrijden en 1 gelijkspel.

## Eindstand
| Pos | Team             | Wed | W | G | V | Ptn | DV | DT | +/− | Kwalificatie                                                        |
| --- | ---------------- | --- | - | - | - | --- | -- | -- | --- | ------------------------------------------------------------------- |
| 1   | Maluku FC        | 6   | 5 | 0 | 1 | 15  | 14 | 6  | +8  | Kampioen en directe kwalificatie voor de Nationale ronde van Liga 3 |
| 2   | PS Pelauw Putra  | 6   | 4 | 1 | 1 | 13  | 17 | 11 | +6  | Directe kwalificatie voor de Nationale ronde van de Liga 3          |
| 3   | Mandala Laimu FC | 6   | 2 | 1 | 3 | 7   | 15 | 12 | +3  |                                                                     |
| 4   | Dolorosa FC      | 6   | 0 | 0 | 6 | 0   | 1  | 18 | −17 |                                                                     |

2002 · 
2003 ·
2004 ·
2005 ·
2006 ·
2007 ·
2008 ·
2009 ·
2010 ·
2011 ·
2012 ·
2013 ·
2014 ·
2015 ·
2016 ·
2017 ·
2018 ·
2019 ·
2020 ·
2021 ·
2022 ·
2023 ·